# دومینیک ساراپاتا
دومینیک ساراپاتا (انگلیسی: Dominik Sarapata؛ زادهٔ ۲۵ اکتبر ۲۰۰۷) بازیکن فوتبال اهل لهستان است که در حال حاضر برای کپنهاگن در پست هافبک بازی می‌کند.
وی همچنین در تیم‌های ملی فوتبال زیر ۱۵ سال، زیر ۱۷ سال و زیر ۱۸ سال لهستان بازی کرده است.

## دوران باشگاهی
ساراپاتا به عنوان بازیکن جوان به آکادمی جوانان باشگاه لهستانی جوزفکا خورژوف پیوست. در سال ۲۰۲۰، او به آکادمی جوانان باشگاه لهستانی گورنیک زابژه ملحق شد و در سال ۲۰۲۴ به تیم بزرگسالان باشگاه ارتقا یافت، جایی که شانزده بازی لیگ انجام داد و یک گل به ثمر رساند. در ۲ فوریهٔ ۲۰۲۵، او برای این تیم در جریان تساوی خانگی ۱–۱ مقابل پوسچا نیپولومیتسه در لیگ اولین بازی خود را انجام داد. روزنامهٔ دانمارکی Tipsbladet در سال ۲۰۲۵ نوشت که او «یکی از بزرگ‌ترین استعدادهای فوتبال لهستان است» در حالی که برای این باشگاه بازی می‌کرد.
در ۲۰ ژوئن ۲۰۲۵، ساراپاتا به باشگاه دانمارکی کپنهاگن با قراردادی چهار ساله منتقل شد، با مبلغ گزارش‌شدهٔ ۴ میلیون یورو.

## آمار دوران باشگاهی
| باشگاه           | فصل              | لیگ                  | لیگ  | لیگ | جام حذفی | جام حذفی | اروپا | اروپا | دیگر | دیگر | مجموع | مجموع |
| باشگاه           | فصل              | رده                  | بازی | گل  | بازی     | گل       | بازی  | گل    | بازی | گل   | بازی  | گل    |
| ---------------- | ---------------- | -------------------- | ---- | --- | -------- | -------- | ----- | ----- | ---- | ---- | ----- | ----- |
| گورنیک زابژه ۲   | ۲۰۲۴–۲۵          | لیگا ۳، گروه سوم     | ۹    | ۰   | ۰        | ۰        | —     | —     | —    | —    | ۹     | ۰     |
| گورنیک زابژه     | ۲۰۲۴–۲۵          | اکسترا کلاسای لهستان | ۱۶   | ۱   | ۰        | ۰        | —     | —     | —    | —    | ۱۶    | ۱     |
| کپنهاگن          | ۲۰۲۵–۲۶          | سوپرلیگ دانمارک      | ۰    | ۰   | ۰        | ۰        | 1     | ۰     | —    | —    | ۱     | ۰     |
| جمع دوران حرفه‌ای | جمع دوران حرفه‌ای | جمع دوران حرفه‌ای     | ۲۵   | ۱   | ۰        | ۰        | ۱     | ۰     | ۰    | ۰    | ۲۶    | ۱     |

## دوران ملی
ساراپاتا عضو تیم‌های ملی جوانان لهستان است. در تابستان ۲۰۲۴، او نمایندهٔ زیر ۱۷ سال لهستان در جام ملت‌های اروپا زیر ۱۷ سال ۲۰۲۴ بود.